# 八王子市立恩方中学校
八王子市立恩方中学校（はちおうじしりつ おんがたちゅうがっこう）は、東京都八王子市上恩方町にある公立中学校。通称は恩中（おんちゅう）。
2024年（令和6年）現在、学級数8、生徒数234人、教職員数38人である。

## 沿革
- 1947年（昭和22年）
  - 4月1日 - 恩方村立恩方中学校として創立[1]。
  - 5月5日 - 本校を恩方第一小学校に併設し、恩方第二小学校には分校を併設し、始業式を開催[3]。
- 1950年（昭和25年）8月6日 - 恩方町11番地（現在地）に校舎を落成。翌9月1日に移転[3]。
- 1955年（昭和30年）4月1日 - 八王子市への編入合併により、八王子市立恩方中学校に改称[3]。
- 1957年（昭和32年）11月30日 - 校歌および校旗を制定[3]。
- 1974年（昭和49年）1月26日 - 新校舎を落成[3]。
- 1988年（昭和63年）4月1日 - 心身障害者理解教育推進協力校の指定を受ける[3]。
- 1992年（平成4年）6月30日 - プールを改築[3]。
- 2003年（平成15年）2月1日 - 北海道苫小牧市の勇払中学校と姉妹校を締結[3]。
- 2011年（平成23年）1月18日 - 東京都福利厚生事業団「ふれあい21優秀校」に選ばれる[3]。
- 2012年（平成24年）4月1日 - 地域運営学校に指定[3]。
- 2020年（令和2年）4月1日 - 特別支援学級を開設[3]。

## 学区
- 上恩方町
- 下恩方町
- 西寺方町
- 小津町

出典：

## 進学前小学校
- 八王子市立恩方第一小学校
- 八王子市立恩方第二小学校
- 八王子市立元木小学校

出典：

## アクセス

### バス
- 西東京バス「恩方中学校」停留所から徒歩すぐ

### 自動車
- 八王子市中心部から約30分

## 周辺
- 皎月院
- 小高井児童遊園
- 上恩方多目的広場

## 著名な出身者
- 飯窪春菜 - 歌手・女優[5]
- 黒沢薫 - ミュージシャン[5]
- 羽生善治 - 将棋棋士
- 前田耕陽 - 俳優・タレント